# 难兜
难兜国，西域古国。在今克什米尔境内，距离长安一萬一百五十里。五百户，三萬一千口，胜兵八千人。东北至西域都护治所二千八百五十里，南至无雷三百四十里，西南至罽賓三百三十里，南与婼羌、北与休循、西与大月氏接。种五谷，产葡萄诸果。有金、银、铜、铁，作兵器与诸国同，後属罽賓。